# Rote Kaserne (Frankfurt (Oder))

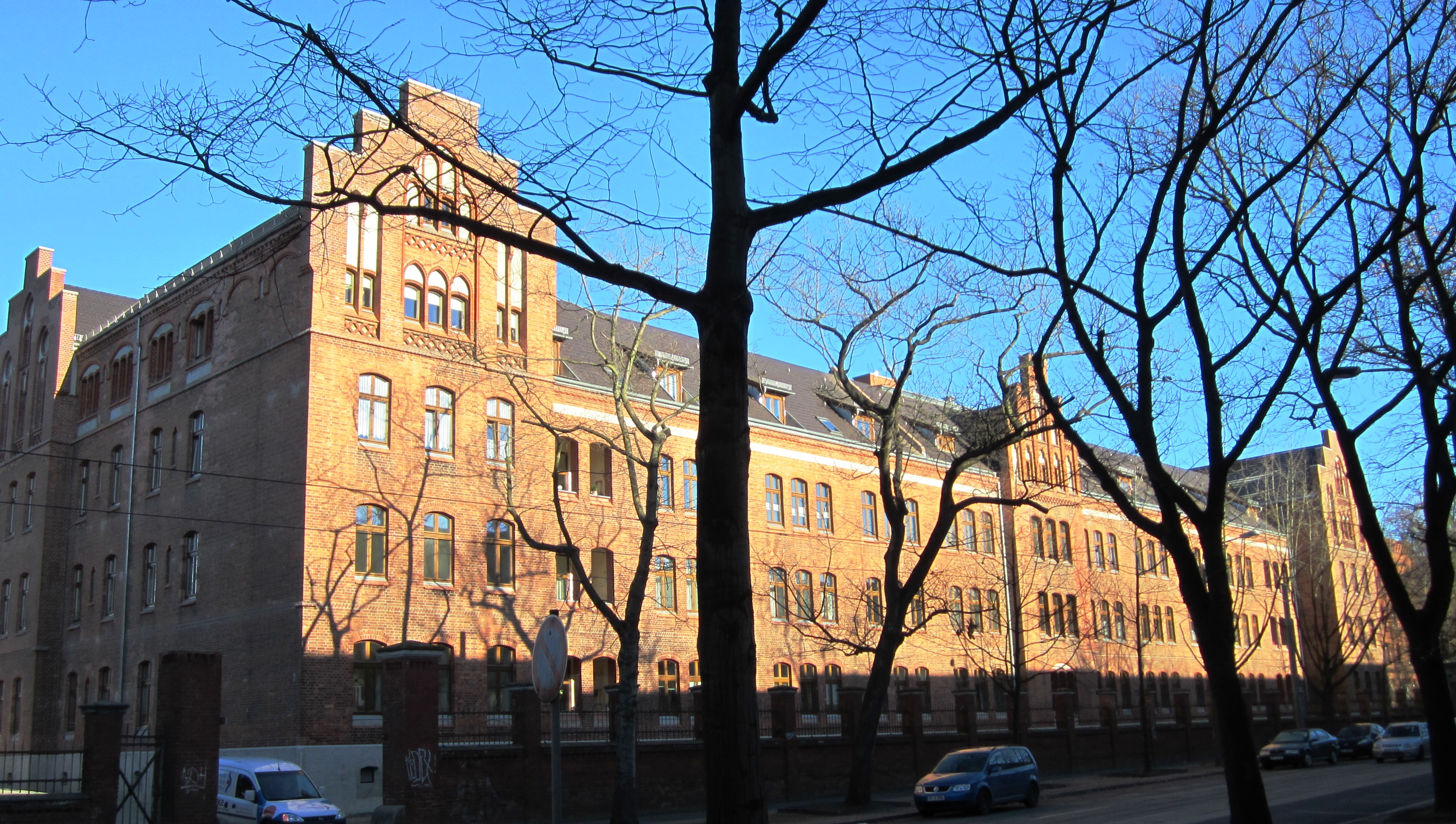
Fassade von Mannschaftshaus II (Ursula-Sellschopp-Straße 8–10) an der August-Bebel-Straße im Jahr 2012

Die Rote Kaserne ist ein 1873 als Kaserne entstandenes Gebäudeensemble und Baudenkmal in Frankfurt (Oder), Brandenburg, Deutschland. Entsprechend seiner Außenfassade mit unverputzten roten Klinkern wird es Rote Kaserne genannt. Entsprechend seiner Lage im Frankfurter Stadtteil Nuhnen nennt man es Nuhnenkaserne. Entsprechend seiner Nutzung hieß es Kaserne des Feldartillerie-Regiments Nr. 18 oder kurz Artilleriekaserne. Unter dem Namen Wohnpark West fand eine Umwandlung in ein Wohn- und Gewerbegebiet statt.

## Geschichte

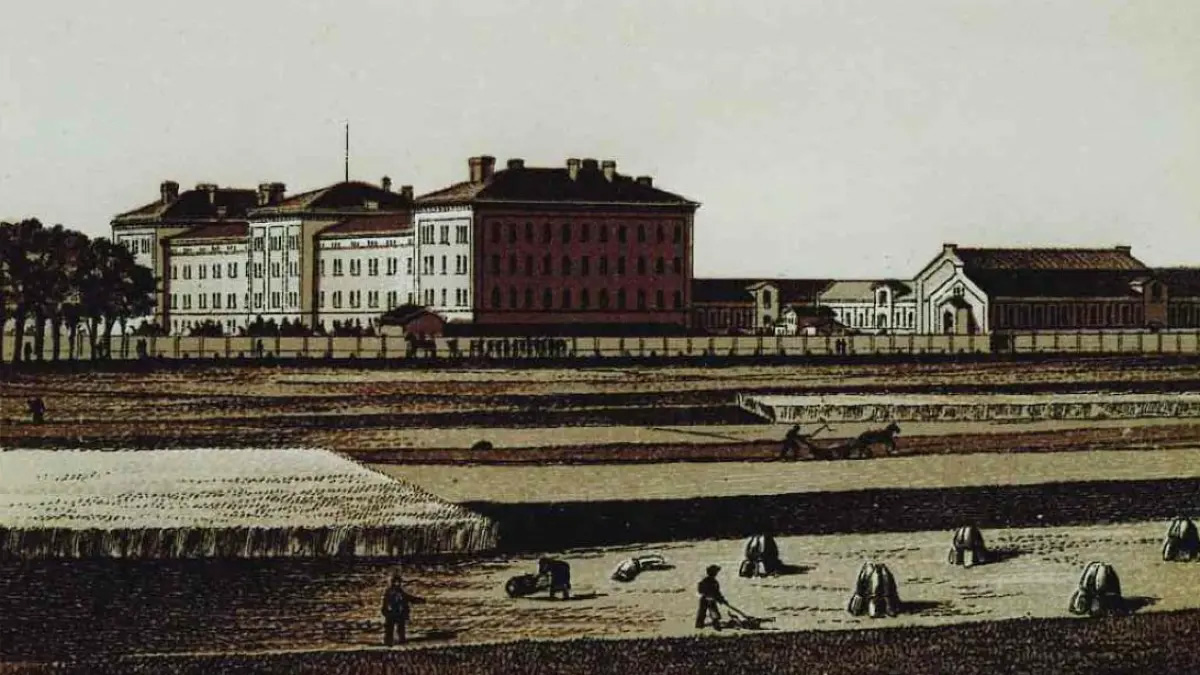
Rote Kaserne um 1890

Die preußische Armee benötigte nach der Gründung des Deutschen Reiches 1871 im gesamten Land Unterkünfte für ihre Soldaten. So entstand auch am westlichen Rand der Stadt Frankfurt ein großer Gebäudekomplex. Ab 1872 wurde das Feldartillerie-Regiment Nr. 18 (2. Brandenburgisches) in Frankfurt (Oder) und Landsberg an der Warthe aufgestellt. Die Bauten wurden von 1873 bis 1876 unter der Leitung von Architekt Anton Spitzner nach Entwürfen von Ernst August Roßteuscher errichtet. Die Grundsteinlegung für das Mannschaftsgebäude I mit großem Pferdestall und integrierter Reithalle wurde am 15. Juni 1873 gefeiert.
Von 1897 bis 1902 wurde das Gelände nach Westen zur Haubitz-Kaserne erweitert. Diese wurde am 1. Oktober 1902 bezogen. Währenddessen wurde 1900 die Reithalle nördlich der Hauptzufahrt erbaut. 1912 entstand die durch Pfeiler gegliederte Ziegelmauer mit schmiedeeisernen Zaun und 1913 die westliche Einfriedungsmauer mit gestrichenem Lattenzaun.
Die Kaserne wurde in der Folge ab 1921 von der Reichswehr, ab 1935 von der Wehrmacht und ab 1945 von der Gruppe der Sowjetischen Streitkräfte in Deutschland genutzt. Ab 1960 war hier eine Nachrichtenbrigade der Sowjetarmee stationiert. Nach der Deutschen Wiedervereinigung zogen bis 1994 die sowjetischen Truppen die Kasernenanlage leer. Die Gebäude verfielen. Zahlreiche Gebäude wie das Offizierskasino und die Schmiede wurden abgerissen. Im Nordteil des Geländes entstand eine Einfamilienhaussiedlung.
2010 erwarben die Frankfurter Privatinvestoren Carola Leschke und Michael Schönherr die 20.000 m² Geschossfläche aufweisende Immobilie und begannen, die Gebäude unter dem Namen Wohnpark West für eine Nutzung durch Wohnen und Gewerbe umwandeln zu lassen. Die Finanzierung für die Umbauarbeiten konnten die neuen Eigentümer mithilfe von Krediten und Fördergeldern sichern. Das Mannschaftshaus II erhielt neue Balkone, offene Laubengänge und Loggien. Die Wände im Inneren wurden vollkommen neu gesetzt. Türen und Schwellen wurden barrierefrei gestaltet. Außenwände und Innendecken wurden mit einer Dämmung versehen. Die ersten 52 Wohnungen im früheren Mannschaftshaus II waren Juli 2014 fertig. Bis Ende 2014 waren Wohnungen für 300 Personen entstanden. Die Wohnflächen betrugen um die 80 m², deren Warmmiete wurde mit rund 650 Euro kalkuliert. Die neuen Bewohnern waren eine Mischung aus Mietern und Wohnungseigentümern. Ihnen wurden Gärten zur freien Gestaltung zur Verfügung gestellt.
Die anderen Gebäude auf dem Kasernengelände, wie die Pferdeapotheke und Ställe, wurden im ersten Abschnitt von einem sächsischen Investor (Fritsch) zusammen mit Michael Schönherr umgebaut und als Reihenhäuser vermarktet. Fas Familienhaus wurde in ein Wohnheim für psychisch Kranke umgestaltet. In die nördlich der Hauptzufahrt stehende 80 Meter lange Reithalle wurde ein transparentes Gewerbegebäude einfügt. Der Brettbinderdachstuhl der Halle wurde saniert und dient als Markenzeichen für den erfolgreichen Umbau der Kaserne.
Die Kasernenanlage verdeutlicht in der zeitlichen Abfolge ihrer baulichen Anlagen die Entwicklung im preußischen Kasernenbau zwischen 1870 und 1900, den Wechsel von kompakten Anlagen zu einer aus verschiedenen Einzelbauten bestehenden Kaserne.

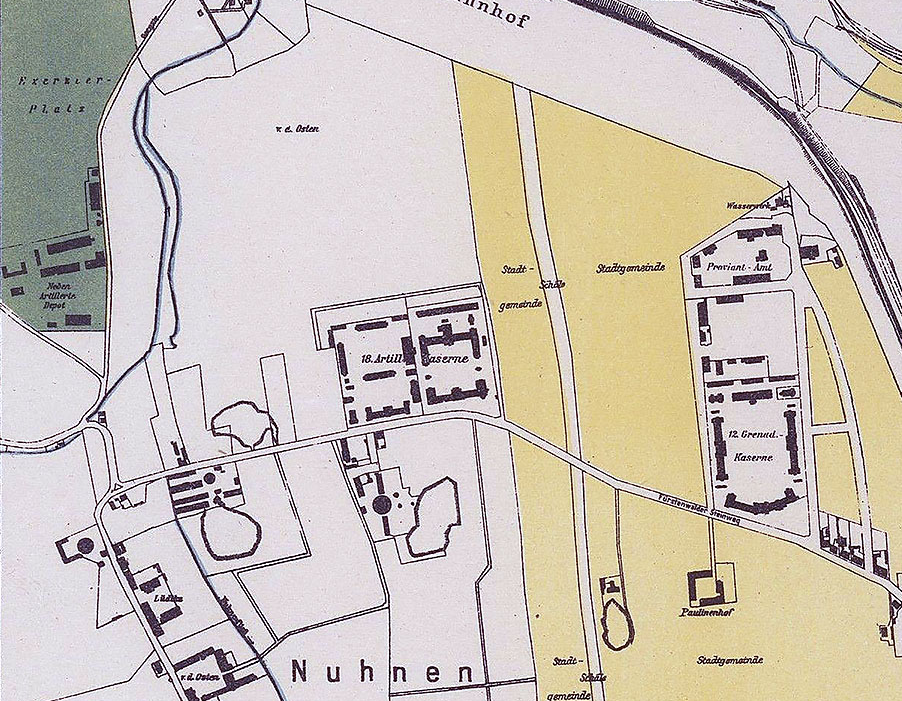
Lage Rote Kaserne (18. Artillerie-Kaserne) Frankfurt (Oder) 1912

## Baubeschreibung

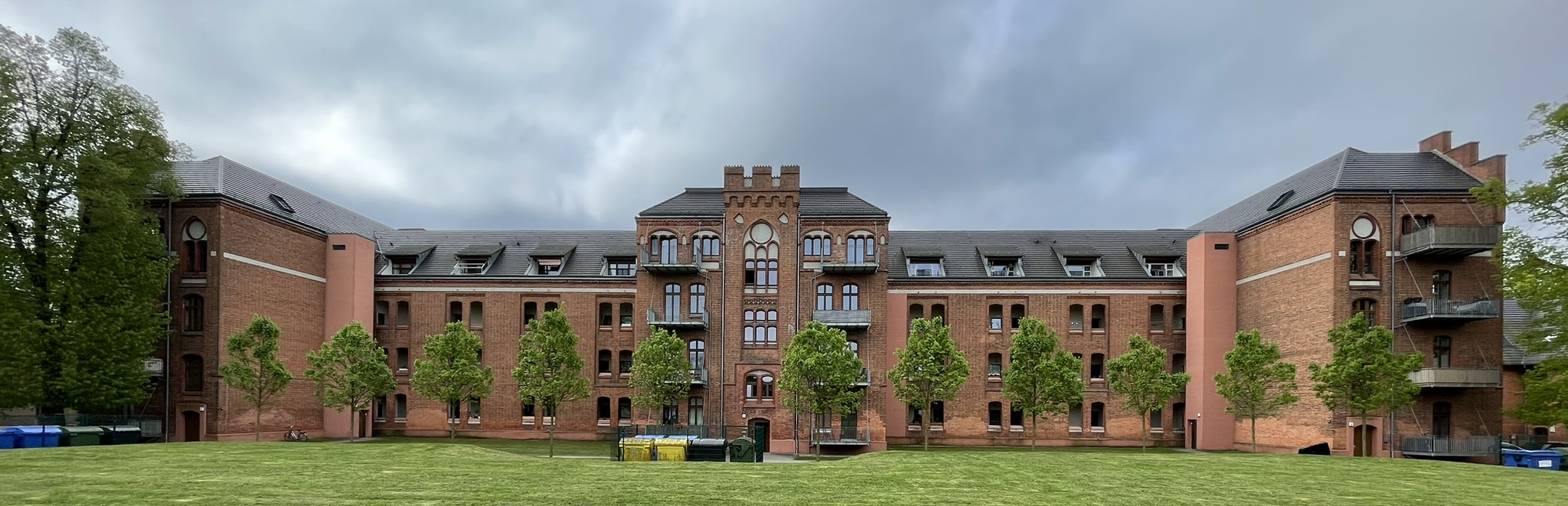
Rückansicht des Mannschaftsgebäudes II im Jahr 2025

Die zur Nuhnenkaserne, errichtet auf einem 12 Hektar großen Areal als Kaserne des Feldartillerie-Regiments Nr. 18, gehörenden Gebäude heißen nach ihrer ursprünglichen Nutzung Mannschaftshaus I mit Stallanlage I und Reithalle I, Reithalle II, Mannschaftshaus II, Familienhaus (Stabshaus), Mannschaftshaus III (Heeresfachschule), Pferdestall IV und Krankenstall, ein Offizierskasino und eine Schmiede.
Der Gebäudekomplex wird dominiert durch das Mannschaftsgebäude I mit großem Pferdestall und integrierter Reithalle. Die ursprüngliche Verwendung des Gebäudes war die Unterbringung von je zwei Kompanien pro Geschoss. Der rote Sichtziegelbau besteht aus einem dreigeschossigen Mittelrisalit und viergeschossigen Kopfbauten. Ein kräftig ausgebildetes Dachgesims und flach geneigte, ursprünglich in Schiefer gedeckte Walmdächer beschließen den Bau. Das Erdgeschoss zeichnen große Fenster aus. Es wird durch ein breites Geschossgesims von den weiteren Stockwerken getrennt. In den oberen Geschossen gibt es auf der Straßenseite Rundbogenfenster als Zweiergruppen in der durch Vorlagen und einen Rundbogenfries in einzelne Wandfelder untergliederten Fassade. Die Hofseite und die Seiten der Kopfbauten zeigen gleichmäßige Fensterabfolgen. Am östlichen Kopfbau schließt eine überdachte Veranda an. Im Innern des einhüftigen Gebäudes begrüßt die Eintretenden ein zentrales Treppenhaus, das die Mannschaftsquartiere trennt. Weitere Eingänge befinden sich hofseitig in drei dreiachsigen Treppenhausrisaliten. Im Mittelbereich verfügt das Erdgeschoss über eine kreuzgratgewölbte Decke. Die kräftig ausgebildeten Deckenunterzüge der Mannschaftsräume ruhen auf geschwungenen Auflagern.
Die gestufte Freifläche zwischen Kaserne und nördlichem Stallbereich diente im unteren Teil als Exerzierplatz und im oberen als Reitplatz.
Die ehemalige Reitplatzfläche begrenzt eine dreiflügelige Stallanlage mit Satteldächern. Der Mittelbau ist eine hohe Reithalle, belichtet durch paarweise angeordnete Rundbogenfenster an den Längs- und weitere Fenster an den Stirnseiten. Zu beiden Seiten des Mittelbaus befinden sich flache Mauerblenden und Eingänge gegliederte Stallungen. Das Innere der Gebäude wird durch zwei Reihen gusseiserner Säulen als dreischiffige, kreuzgratgewölbte Hallen ausgebildet.
Nördlich der heutigen Hauptzufahrt steht die 1900 erbaute Reithalle an der ursprünglichen Westgrenze des Kasernengeländes. Es ist ein roter Klinkerverblendbau, der an seinen Längsseiten durch eng zusammenstehende, spitzwinklig abschließende Fenster gegliedert ist. Im Wandabschnitt darüber sind Dreifenstergruppen angeordnet, wobei das Mittelfenster als Blendfenster ausgebildet ist. Besonders hervorzuheben ist die offene Deckenkonstruktion im Innern, eine aufwendige Bohlenbinderkonstruktion, wie sie im späten 19. Jahrhundert besonders bei Reithallen verwendet wurde.
Das Mannschaftsgebäude II, ein dreigeschossiger Ziegelbau unter Satteldach, wird durch Kopfbauten und einen Mittelrisalit mit gotisierenden Treppengiebeln gegliedert. Die gleichmäßig gereihten, flachbogigen Fenster der Kopfbauten sind an den langen Wandpartien zu Dreiergruppen zusammengefasst. Ein schmaler Putzfries leitet zum Traufgesims über. Die Eingänge befinden sich auf der Hofseite. Die repräsentative Haupttreppe im Mittelrisalit verfügt über ein schmiedeeisernes Geländer. Die Mannschaftsräume sind straßenseitig ausgerichtet und werden durch einen durchgehenden hofseitigen Flur einhüftig erschlossen.
Es gibt ein zweigeschossiges Familienhaus, einen gelber Ziegelbau mit steilen, weit überstehenden Satteldächern. Er wurde 1900 über einem T-förmigem Grundriss als Wohnhaus für die verheirateten Offiziere und deren Familien aufgeführt. Zur August-Bebel-Straße weist der Bau zwei Fensterachsen auf, die in ein Zwerchhaus übergehen. Die Hauptausrichtung des Gebäudes zeigt auf das Kasernengelände.
Pferdestall IV und Krankenstall wurden 1900 errichtet und schon 1912 erweitert. Es sind langgestreckte eingeschossige rote Ziegelbauten mit flachen Satteldächern.
Mannschaftsgebäude III wurde 1914 als Kammergebäude auf einem 1913 erworbenen, westlich der damaligen Kaserne liegenden Grundstück erbaut. Es handelt sich um einen dreigeschossiger Ziegelbau mit steilem Satteldach und unregelmäßig angeordneten Fenstern.
Das Gelände ist nach Süden und Osten mit einer hohen, in regelmäßigen Abständen durch Pfeiler gegliederte Ziegelmauer mit abschließendem schmiedeeisernen Zaun begrenzt. Die westliche Begrenzung bildet eine Einfriedungsmauer mit Lattenzaun.